# Sericolea novo-guineensis
Sericolea novo-guineensis är en tvåhjärtbladig växtart som beskrevs av L. S. Gibbs. Sericolea novo-guineensis ingår i släktet Sericolea och familjen Elaeocarpaceae. Utöver nominatformen finns också underarten S. n. vinkii.